# Hopf Saturn 63
La Hopf Saturn 63 es una guitarra eléctrica, fabricada por la empresa alemana Hopf de 1963 hasta, probablemente, 1967. Luego fue rediseñada por Eastwood Guitars. 
Es la guitarra más popular de la marca, y es conocida por aparecer en el videoclip Friday I'm in Love de la banda The Cure, o como símbolo del Star Club en Hamburgo.

## Historia
Hopf es una compañía nacida en Alemania a principios del siglo XX. La producción de guitarras comenzó en los 50 en la parte occidental. Con una construcción simple, precios asequibles y diseños excéntricos, se ganó la popularidad.
Está basada en la Hopf/Glassl Carina, lanzada en 1961. Este fue uno de los tantos diseños del luthier Gustav Glassl.
La Saturn 63 fue fabricada en 1963 y fue el modelo más exitoso de la marca. El cuerpo es un híbrido entre la Fender Jaguar y Gibson Thunderbird. Su peso es de 2.5 kg.
Al no haber números de serie, no se sabe con certeza cuánto duró la producción, pero probablemente fue en 1967, cuando fue sustituida totalmente por la Saturn Bass.
Hopf dejó de producir en los años 80 y fue olvidada. En 1992 reaparece en el videoclip Friday I'm In Love de The Cure. 
En 2006 fue relanzada por la marca canadiense Eastwood Guitars con un peso de 5 kg. Ahora es producida en Corea con pequeñas diferencias.
Luego fue descontinuada en 2010, aunque se puede conseguir en la Custom Shop.

### Usuarios conocidos
- Alain Croubalian de The Dead Brothers
- Bill Nelson
- Chris Collingwood de Fountains of Wayne
- Pearl Thompson de The Cure en Friday I'm In Love, Pictures of You y High.
- Scott McMicken
- WIll Sergeant

## Diseño y Sonido

### Cuerpo
La Saturn posee un cuerpo semi-hueco de arce laminado y tapa superior de abeto macizo, con dos orificios en forma de lágrima. Tanto los bordes como los huecos están adornados con un reborde metálico (binding). El pickguard es plástico con el nombre de la marca.
La Eastwood tendría cuerpo de caoba.

### Mástil
El mástil es de arce laminado y en curva en D, atornillado con tres tornillos con inserciones (insert nut). Usa el multi laminado Hopf Everstraight, que permite reforzar el mástil y mantener la afinación sin la necesidad de un alma.
El diapasón es de palisandro, con 22 trastes tipo vintage, un traste cero e inlays laterales. El cabezal tiene escrito Saturn 63. La escala es de 24.4'' (24 3/4'' en la Eastwood), siendo bastante corta y cómoda para principiantes o gente con manos pequeñas.
La Eastwood tendría diiapasón de palorosa y escala de 24 3/4''.

### Circuito
Posee dos pastillas Single Coil de diseño Dynasonic. La electrónica está cubierta en una lata blindada (probablemente de latón) con dos mini conectores para cada pastilla. Las perillas que usaban eran tipo Framus, común en la época.
Con un selector de 4 posiciones podías elegir las pastillas, siendo la última posición un killswitch. Usa un control de volumen y un tono de 4 posiciones. La salida era de conexión DIN de 3 o 5 pines, típico alemán de la época.
En la reedición tendría pastillas Humbuckers y un selector de 3 posiciones de pastillas. Se cambiarían las perillas y salidas por unas más estándar (Jack y XLR).

### Hardware
El vibrato está inspirado en el Bigsby y de otras guitarras semi-huecas. El puente es tipo Tune O' Matic. El clavijero es una tira de metal cromada con botones perlados.
Eastwood colocó piezas Gotoh y un puente con roller.

### Acabado
- Red Sunburst: Es el más común de ver y es de tres colores, con tonos más oscuros que la norma.
- Natural: En este acabado se puede ver la claridad de la madera.
- Crema: Muy similar al acabado natural, pero con un tono más rubio.[8]
- Negro: Un acabado completamente oscuro.
- Deluxe: Esta poseía un sunburst más claro y hardware chapado en oro.[3]

### Sonido
La Hopf al ser semihueca y tener maderas ligeras, puede dar un sonido suave tanto acústico como eléctrico. El sistema de blindaje quitaba el ruido. La pastilla del cuello tiene un sonido grueso y redondo útil para blues, rock y jazz. La pastilla del puente tiene un sonido plano y vibrante para rock, country y blues.
La Eastwood al tener humbuckers y maderas más oscuras como el caoba, tiene un sonido más oscuro, que añade versatilidad y géneros más pesados como el hard rock.